# Maxillipius commensalis
Maxillipius commensalis is een vlokreeftensoort uit de familie van de Maxillipiidae. De wetenschappelijke naam van de soort is voor het eerst geldig gepubliceerd in 1984 door Lowry.